# Марко Ђурђевић
Марко Ђурђевић (Кобленц, 23. јануар 1979) је немачки илустратор, концептуални уметник и стрип цртач српског порекла.
Најпознатији је као дизајнер ликова и илустратор насловних страна. Највише сарађује са америчким стрип издавачем Марвелом и то на стриповима: Тор, Икс-људи, Дердевил, Блејд, Капетан Америка, Спајдермен, Халк.
Тренутно живи у Берлину са супругом и сарадницом Јеленом Кевић Ђурђевић.

## Стрипографија

### Стрипови
Као цртач оловком, тушер или колориста:

### Илустрације за насловне стране
Урадио је око 150 насловних страна за Марвелова издања: